# Partido Vicente López
Vicente López ist ein Partido im Norden des Großraums Buenos Aires in der Provinz Buenos Aires in Argentinien. Der Verwaltungssitz ist Olivos. Laut der Volkszählung von 2010 hat das Partido 280.929 Einwohner. Vicente López liegt 20 km von der Stadt Buenos Aires und 80 km von La Plata entfernt.
Mit 34 km² ist Vicente López das kleinste Partido der Provinz Buenos Aires.

## Lage
Die Partido grenzt im Süden an die Stadt Buenos Aires, im Westen an das Partido General San Martín, im Norden an das Partido San Isidro und im Osten an den Río de la Plata.

## Städte und Ortschaften
Vicente López ist in neun Ortschaften und Städte, sogenannte Localidades, unterteilt, welche untereinander, und mit den benachbarten Partidos, vollkommen verwachsen sind.
- Carapachay
- Florida Este
- Florida Oeste
- La Lucila
- Munro
- Olivos
- Vicente López
- Villa Adelina
- Villa Martelli

## Sport
Das Partido ist die Heimat des Fußballvereins Club Atlético Platense.